# カシミール (カレー店)
カシミールは、大阪市のカレー店である。1992年創業であり、いわゆる「スパイスカレーブーム」の火付け役となったことで知られる。

## 歴史
もともと「いちカレー好き」であった後藤明人により、1992年にアメリカ村の日宝三ツ寺会館で創業した。後藤はベーシストであり、店名は、レッド・ツェッペリンの楽曲である「カシミール」に由来している。また、彼は、妻の友人であった中納良恵の誘いにより、EGO-WRAPPIN' に初期メンバーのひとりとして参加していた。その後、アメリカ村から堀江、そこから北浜に店舗を移転した。
大阪では2013年ごろより「スパイスカレーブーム」がはじまった。『カシミール』はこうしたブームを牽引する草分け的な存在のひとつであり、後進のカレー店に大きな影響を与え続けてきた。フードライターの小野員裕は、西梅田のスリランカカレー店『コートロッジ』と、オリジナルカレー店である心斎橋の『ルーデリー』、そして『カシミール』は「大阪の甘辛いカレーに物足りなさを感じていた若者」に衝撃を与えたと述べ、その後大阪に乱立することとなるスパイスカレー店主の多くが、『カシミール』の常連客であったと論じている。その後、スパイスカレーの流行は全国的なものとなり、『NIKKEI STYLE』の2018年の記事は、同店を「もはや全国区でレジェンドの域にある」と紹介している。

## メニュー
「ビーフ」「チキン」「マトン」「ヤサイ」をはじめとする、7種類のメニューを提供する。レシピは後藤が若い頃「パキスタン人から教わったことを基礎に」しているといい、フレンチのフォンから着想を受けたスープをベースに、8種類のソース、2種類のミックススパイスをはじめとする香辛料を用いる。小野は、『カシミール』のカレーは、南インド・ゴアのビンダルーカレーに似た味付けであると述べている。

### 評価
『NIKKEI STYLE』は「酸味のきいた深みのある味」と評する。『dancyu』は『カシミール』のカレーについて、「アツアツのグレービーが大きな皿いっぱいになみなみと注がれた見た目からしてインパクト大」であるとし、味については、口当たりはさらっとしていて初めは辛くなく感じるが、食べ進めるうちにスパイスの刺激やフレッシュトマトの酸味、水菜や豆腐といった具材の食感が、「一口噛むごとに印象をドラマチックに変化させていく」、「他のどこにもない“カシミールのカレー”としか言いようのない食べ物」を作り上げていると論じている。
タレントの小塚舞子は同店のファンであり、「ビーフカレー ミックスB」を「辛さやうま味、香りの高さがもう、やみつき。唯一無二です」と評価しているほか、EGO-WRAPPIN'の中納は「懐かしいこともたくさん思い出してくる」味であると評している。